# Регбі-7 на літніх Олімпійських іграх 2016
Змагання з Регбі-7 на літніх Олімпійських іграх 2016 року пройшли з 6 по 11 серпня. Розіграли два комплекти нагород: серед чоловіків і жінок. Після довгої перерви вперше з Олімпійських ігор 1924 регбі відновлений на Олімпійських іграх.
За правилами Союзу регбі до змагань на літніх Олімпійських іграх 2016 року між національними чоловічими та жіночими збірними з регбі-7 допускається по 12 команд.

## Жеребкування
За підсумками жеребкування учасники змагань були поділені на три групи.

### Чоловіки
Детальніше: Регбі-7 на літніх Олімпійських іграх 2016 (чоловіки)
| Група A                              | Група B                               | Група C                                            |
| ------------------------------------ | ------------------------------------- | -------------------------------------------------- |
| - Фіджі - США - Аргентина - Бразилія | - ПАР - Австралія - Франція - Іспанія | - Нова Зеландія - Велика Британія - Кенія - Японія |

### Жінки
Детальніше: Регбі-7 на літніх Олімпійських іграх 2016 (жінки)
| Група A                              | Група B                                     | Група C                                        |
| ------------------------------------ | ------------------------------------------- | ---------------------------------------------- |
| - Австралія - США - Фіджі - Колумбія | - Нова Зеландія - Франція - Іспанія - Кенія | - Канада - Велика Британія - Бразилія - Японія |

## Медалі

### Загальний залік
| Загальна кількість медалей | Загальна кількість медалей | Загальна кількість медалей | Загальна кількість медалей | Загальна кількість медалей | Олімпійські кільця |
| Місце                      | Країна                     | Золото                     | Срібло                     | Бронза                     | Всього             |
| 1                          | Австралія (AUS)            | 1                          | 0                          | 0                          | 1                  |
| 2                          | Фіджі (FIJ)                | 1                          | 0                          | 0                          | 1                  |
| 3                          | Велика Британія (GBR)      | 0                          | 1                          | 0                          | 1                  |
| 4                          | Нова Зеландія (NZL)        | 0                          | 1                          | 0                          | 1                  |
| 5                          | Канада (CAN)               | 0                          | 0                          | 1                          | 1                  |
| 6                          | ПАР (RSA)                  | 0                          | 0                          | 1                          | 1                  |

### Медалісти
| Дисципліна | Золото | Срібло | Бронза |
| ---------- | --- | --- | --- |
| Чоловіки   | Фіджі (FIJ) Масівесі Дакувака Апісаі Домолаїлаї Осеа Колінісау Семі Кунатані Віліам Мата Леоне Накарава Ватемо Равоувоу Савенака Равака Кітіоне Таліга Джосуа Туісова Джеррі Туваі Джаса Веремалуа Самісоні Вірівірі | Велика Британія (GBR) Марк Беннетт Філ Берджесс Маркус Вотсон Ден Біббі Джеймс Девіс Сем Кросс Оллі Ліндсі-Гейг Руарід Макконохі Том Мітчелл Ден Нортон Марк Робертсон Джеймс Родвелл          | ПАР (RSA) Тім Агаба Сесіл Африка Кайл Браун Франсуа Гугор Джастін Гедалд Юан де Йонг Вернер Кок Чеслін Колб Ділан Сейдж Сібело Сенатла Квагга Сміт Філіп Сніман Роско Спекмен   |
| Жінки      | Австралія (AUS) Ніколь Бек Шарлотта Каслік Емілі Черрі Хлоя Далтон Джемма Етерідж Еллія Грін Шеннон Перрі Іванія Пелайт Алісія Квірк Емма Тонегато Емі Тернер Шарні Вільямс                                          | Нова Зеландія (NZL) Шакіра Бейкер Келлі Браз'єр Гейл Бротон Тереза Фіцпатрік Сара Госс Гуріана Мануель Кайла Макалістер Тайла Натан-Вонг Теріна Те Тамакі Рубі Туї Ніалл Вільямс Портія Вудмен | Канада (CAN) Бріттані Бенн Ганна Дарлінг Б'янка Фарелла Джен Кіш Гіслейн Лендрі Меган Люкан Кайла Молескі Карен Пакен Келлі Расселл Ешлі Стісі Наташа Вотчем-Рой Черіті Вільямс |